# 桑田浩一
桑田 浩一（くわた　こういち、1970年 ‐ ）は、日本の映画監督、美容師。「月曜日の映画監督」と呼ばれる。

## 経歴
岡山県倉敷市児島地域で、建設業に携わる父、美容師の母の下に生まれる。
小学5年生のときに父親が100万円でビデオカメラを購入し、地域の子ども会でソフトボールをしている桑田やチームメイトなどを撮影し、映像として残すようになった。母親は地域の子ども会で「白虎隊」の演劇を公演した際に監督や衣装の制作などを担当し、父親がその劇を撮影したというようなこともあった。その当時、一般家庭にはビデオカメラが普及していたとは言えず、両親で劇を制作するなどといったことが身近にあった経験から、抵抗なく映画制作をすることができたのではないかと、桑田は語っている。
父は建設業を継いでほしかったようだが、近所の児島稗田郵便局の駐車場や床のタイルを施工を手伝ったところ、炎天下での作業というのもあって体力的にもきつく、建設業を継ぐことは断念した。一方、結婚式前の花嫁が自宅で髪を結い支度をし、近所に嫁菓子を配るという風習があり、母が髪結いに出かけるのに菓子目当てでついていっていた。その時の花嫁姿を綺麗と思うようになり、中学3年生のときに美容師の道へと進むことを決意した。
1989年に美容師免許を取得した。
見習いを経て、1993年に独立し「Gallop Hair（ギャロップヘアー）」を開業する。
2016年12月に働くことの意味や生きる事の大切さ、美容というすばらしさを伝えたいと映画制作を決意し、2018年に初監督作品となる『かみいさん!』が公開される。
以降、「Gallop Hair」の休業日となる月曜日を利用し2022年までに4作品の映画を制作する。「月曜日の映画監督」と呼ばれる由来である

### エキストラとして
2007年公開の日本映画『釣りバカ日誌18 ハマちゃんスーさん瀬戸の約束 』は倉敷市などでロケが行われたが、 王子が岳山頂で行われたロケを家族で見学に行き、エキストラで参加している。撮影は数時間におよんだが、公開された映像に映っていたのは数秒とのこと。その数秒のために、多くのスタッフやエキストラが時間をかけ映画を制作することに感動する。
以降、東京や大阪に行って、数多くの作品にエキストラ出演するようになる。撮影現場での体験があったことも、後に映画撮影をするさいに抵抗がなかった理由かもしれないと桑田は語る。
最後のエキストラ出演は2017年公開の『関ヶ原』に徳川家康（役所広司）配下の足軽として。これ以降は、映画監督専念のため、エキストラ出演は行っていない。

## 作品
- かみいさん! （2018年）
- ももの姫伝説Shimotsu （2020年）
- 石だん （2021年）
- ちゃりへん♪ （2022年）
- ドライブタクシー

## 影響を受けた映画作品
- 釣りバカ日誌18 ハマちゃんスーさん瀬戸の約束 （2007年） - 上述。
- 私をスキーに連れてって （1987年） - 高校生の頃に、映画のワンシーンを真似してスキーを滑りながらハンディタイプのビデオカメラで友達などを撮影していた[1]。